# 주니케라톱스
주니케라톱스(Zuniceratops, '주니 뿔 달린 얼굴')는 미국 뉴멕시코 주의 백악기 후기 투랜절 중기 지층에서 발견된 각룡류 공룡이다. 잘 알려진 케라톱스과 공룡들보다 약 1000만 년 정도 더 전에 살았던 공룡으로 케라톱스과 공룡들의 조상에 대한 중요한 단서를 제공해 준다.

## 특징

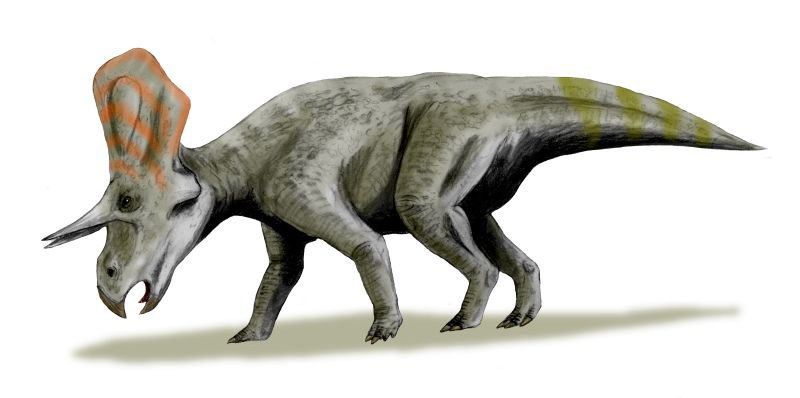
복원도

주니케라톱스는 몸길이 3-3.5미터, 엉덩이 높이 1 미터 정도였을 것으로 보인다. 몸무게는 100~150 kg 정도로 대개의 케라톱스과보다는 훨씬 작았다. 두개골에는 카스모사우루스류나 원시적인 켄트로사우루스류처럼 눈 위의 뼈가 잘 발달되어 있었지만 코에는 뿔이 없었다. 눈 위의 뿔은 나이가 들면서 더 커졌을 것으로 생각된다. 주둥이는 카스모사우루스아과처럼 길지만 깊지는 않았다. 프릴은 얇고 넓은 방패 모양이었다. 프릴에는 한 쌍의 커다란 구멍이 있었지만 프로토케라톱스와 마찬가지로 에폭시피탈 뼈는 없었다. 전반적으로 보았을 때 주니케라톱스는 해부학적으로 케라톱스과 공룡들보다는 훨씬 원시적이었으나 프로토케라톱스과 공룡들보다는 훨씬 분화된 형태였다.

## 발견과 종
주니케라톱스는 1996년에 고생물학자 더글라스 G. 울피의 아들인 여덟 살바기 크리스토퍼 제임스 울피가 뉴멕시코 서부의 모레노힐 층에서 발견했다. 이 표본은 두개골 하나와 몇몇 개체에서 유래한 뼈들이었다. 더 최근에는 주니케라톱스의 인상골로 생각되는 표본이 발견되었으나 후에 노트로니쿠스의 장골로 판명되었다.

## 분류
주니케라톱스는 초기 각룡이 후대에 나타난 거대한 뿔과 프릴을 지닌 대형 케라톱스과 공룡으로 진화하는 중간과정을 보여주는 예다. 각룡류 공룡의 계통이 북아메리카에서 기원했다는 이론을 지지해 주는 증거이기도 하다.
최초로 발견된 표본은 (각룡류로는 특이하게도) 치근이 하나 뿐인 이빨이었지만 이후에 발견된 화석들의 이빨에는 치근이 두 개 있다. 나이가 들면서 치근이 두 개로 늘어난다는 증거다. 주니케라톱스는 다른 각룡류와 마찬가지로 초식동물이었으며 아마도 무리를 지어 생활했을 것이다.

## 대중문화 속의 주니케라톱스
디스커버리 채널의 공룡이 미국을 배회했을 때에 주니케라톱스가 등장했다.

## 참고 문헌
- Wolfe, D.G.; James Kirkland, J.I. (1998). “Zuniceratops christopheri n. gen. & n. sp., a ceratopsian dinosaur from the Moreno Hill Formation (Cretaceous, Turonian) of west-central New Mexico”. Lower and Middle Cretaceous Terrestrial Ecosystems, New Mexico Museum of Natural History and Science Bulletin 24: 307–317.
- Wolfe, D. G. (2000). New information on the skull of Zuniceratops christopheri, a neoceratopsian dinosaur from the Cretaceous Moreno Hill Formation, New Mexico. pp. 93–94, in S. G. Lucas and A. B. Heckert, eds. Dinosaurs of New Mexico. New Mexico Museum of Natural History and Science Bulletin No. 17.